# Leeuwarder Golfclub De Groene Ster
De 18-holes baan van de Leeuwarder Golfclub De Groene Ster is ontworpen door golfarchitect Gerard Jol. De baan heeft een lengte van 6188 meter (par 72) met een slope rating van 142. Leden van de Leeuwarder Golfclub De Groene Ster kunnen gratis op de banen van Golfclub De Compagnie te Veendam,
Golfclub Havelte en Golfclub Zwolle spelen.

## Voorzieningen
Naast de 18-holes baan (par 72) is er een 5-holes par-3 oefenbaan, een deels overdekte drivingrange, oefenbunker, een pitching- en chippinggreen en een puttinggreen te vinden.
In het clubhuis zit de receptie, kleedkamers en Golfstore Friesland. Verder zit er een restaurant met bar en vergaderruimte, beide met terras op het zuiden en uitzicht op holes 9 en 18.